# Hiroshima
Hiroshima (AFI: /iroʃˈʃima/ o /iˈrɔʃʃima/; in giapponese 広島市?, Hiroshima-shi, ; raramente italianizzata in Iroscima o parzialmente in Hiroscima) è una città portuale giapponese e capoluogo dell'omonima prefettura, situata a ovest della principale isola di Honshū, rivolta verso il mare interno, nel Giappone sud-occidentale.
È ricordata per essere stata la prima città obiettivo di un attacco nucleare della storia, avvenuto per opera degli Stati Uniti d'America sul finire della seconda guerra mondiale, il 6 agosto 1945.

## Geografia
Il territorio è collinare, mentre il centro urbano si affaccia sull'omonima baia portuale, verso il Mare interno di Seto. Dalla irregolare costa si vedono numerose piccole isole, le più importanti Itsukushima, Ninoshima e Etajima-Nomi. Nell'entroterra, il territorio si fa più impervio, dominato dai monti Gosasou e Shiraki, e da dove scende il fiume Ota, che sfocia a delta nel mare.

## Storia
La città fu fondata nel periodo feudale Sengoku nel 1589, per opera del daimyō giapponese Mōri Terumoto, che la fece capitale del suo feudo, facendo erigere un suo castello nel 1593. Con la perdita della battaglia di Sekigahara (21 ottobre 1600) per i possedimenti territoriali, Terumoto dovette cedere Hiroshima (e altri suoi feudi) al vincitore Tokugawa Ieyasu, che la fece a sua volta amministrare dal suo fedele daimyō Fukushima Masanori, il quale morì nel 1624. La città passò quindi in mano alla dinastia Asano, che la governò fino alla metà del XIX secolo (periodo della Restaurazione Meiji).
Nel 1871, la città divenne capitale dell'omonima prefettura, mentre nel 1880, con la costruzione del porto di Ujina, divenne un importante polo commerciale e navale giapponese. Nel 1894, fu costruita la ferrovia militare Sanyō, in occasione della prima guerra sino-giapponese, quando il governo imperiale di Meiji la elesse capitale del Giappone per circa un anno, fino al 1895.
Sul finire del XIX secolo poi, Hiroshima assistette a un'ulteriore industrializzazione, che culminò con gli stabilimenti bellici eretti in occasione della guerra russo-giapponese del 1904. Dal 1920, divenne altresì la sede principale della Mazda, nota casa automobilistica giapponese. Stessa importanza strategico-militare fu data alla città nel 1938, in occasione della seconda guerra sino-giapponese, che entrò a far parte del più ampio scenario bellico della seconda guerra mondiale.

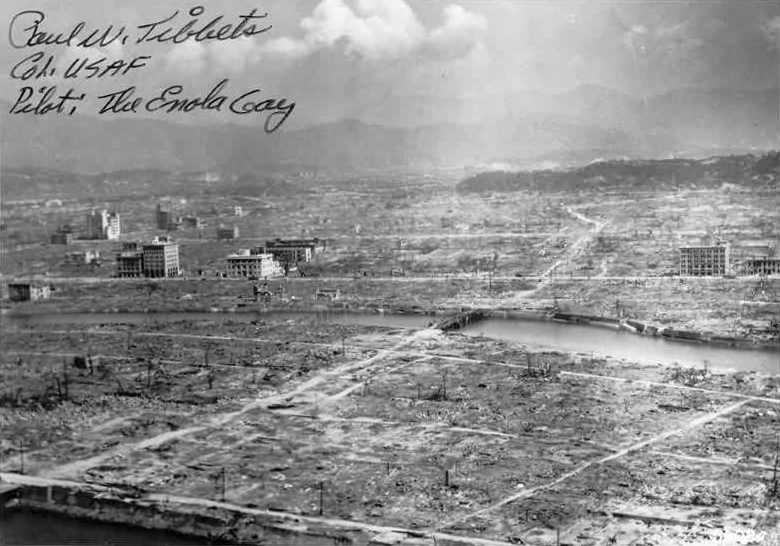
Hiroshima dopo il bombardamento atomico

Hiroshima fu risparmiata dai bombardamenti convenzionali statunitensi per tutta la durata del conflitto. Tuttavia, il 6 agosto 1945, alle 8:16 e 8 secondi (ora locale) Little Boy, il nome dato alla prima bomba atomica ad essere utilizzata in un conflitto militare sganciata dal bombardiere statunitense Enola Gay, esplose ad un'altitudine di 576 metri, con una potenza pari a 12.500 tonnellate di tritolo. L'esplosione nucleare provocò immediatamente circa 60.175 morti, saliti poi a circa 100.000 nei mesi immediatamente successivi, a causa del fallout radioattivo. Altre persone si ammalarono e/o morirono per i danni da esposizione radioattiva a breve-medio termine, ma il cui numero non fu esattamente stimabile, a causa del fatto che circa 180 000 abitanti sfollarono e si dispersero altrove nelle settimane successive all'attacco.

Malgrado la residua attività radioattiva, Hiroshima cominciò ad essere ricostruita già nel 1949, ritornando ad essere un importante centro industriale. Furono eseguiti alcuni studi scientifici sulle malattie da esposizione radioattiva a medio-lungo termine. Nel 1955, fuori città fu istituito il centro medico Hijiyama, dove raccogliere, studiare e curare i malati. Negli anni settanta invece, fu istituita la "Atomic Bomb Casualty Commission", che prevedeva, oltre che le statistiche dei malati, anche analisi del terreno e dell'aria, stimando al ribasso la percentuale di radioattività residua nell'ambiente (di pochi millisievert per anno). Tuttavia, secondo i dati ufficiali raccolti negli anni, che risalgono al 2002, il numero degli hibakusha (coloro che sopravvissero all'esplosione ma si ammalarono gli anni successivi a causa della radioattività), nonostante i 57 anni trascorsi, erano dell'ordine di 285.000.

## Quartieri
È suddivisa in 8 quartieri (区?, ku):
| Quartiere                       | giapponese | Popolazione | Area (km²) | Densità (per km²) | Mappa |
| ------------------------------- | ---------- | ----------- | ---------- | ----------------- | ----- |
| Aki-ku                          | 安芸区     | 80,702      | 94.08      | 857               |       |
| Asakita-ku                      | 安佐北区   | 148,426     | 353.33     | 420               |       |
| Asaminami-ku                    | 安佐南区   | 241,007     | 117.24     | 2,055             |       |
| Higashi-ku                      | 東区       | 121,012     | 39.42      | 3,069             |       |
| Minami-ku                       | 南区       | 141,219     | 26.30      | 5,369             |       |
| Naka-ku (centro amministrativo) | 中区       | 130,879     | 15.32      | 8,543             |       |
| Nishi-ku                        | 西区       | 189,794     | 35.61      | 5,329             |       |
| Saeki-ku                        | 佐伯区     | 137,838     | 225.22     | 612               |       |
| Popolazione al 31 marzo 2016    |            |             |            |                   |       |

## Economia

### Industria
Dal 1920 circa, Hiroshima è sede di diversi stabilimenti di produzione del marchio Mazda, dapprima produttore di utensili e poi casa automobilistica.

### Turismo
La città, completamente ricostruita dopo l'esplosione atomica, ha l'attenzione turistica puntata nel Parco del memoriale della pace, dove è stato costruito il Museo della Pace di Hiroshima, ricco di oggetti, foto, plastici, filmati del prima e del dopo bomba. Sulla spianata davanti a questo è il Cenotafio per le vittime della bomba atomica che conserva al suo interno i registri con i nomi delle vittime della bomba (quelle immediate e quelle che sono seguite nel corso degli anni). La prospettiva segue la fiamma che arderà finché nessuna bomba atomica resterà sul pianeta, per arrivare, sull'altra riva del fiume Kyobashi-gawa, fino al rudere della Camera di promozione industriale di Hiroshima, denominato Memoriale della pace di Hiroshima, recentemente restaurato e consolidato nella struttura distrutta dall'esplosione. Con i resti della cupola che perse le lastre di bronzo al momento dell'esplosione, è forse questa l'immagine più conosciuta della città. Altri monumenti alle vittime si susseguono sulla spianata davanti al Museo.

## Infrastrutture e trasporti

### Trasporti aerei e navali
Hiroshima è servita dall'Aeroporto di Hiroshima situato nella città di Mihara poco a nord. I voli nazionali sono per Tokyo, Sapporo, Okinawa e Sendai, mentre quelli internazionali la collegano con Seul, Guam, Bangkok, Taipei, Shanghai, Pechino e Dalian. La vicina isola di Miyajima, famoso luogo turistico, è collegata alla stazione di Miyajimaguchi da un servizio traghetto gestito dalla stessa JR West, e sono disponibili anche traghetti internazionali per Busan e Ulsan in Corea del Sud, Shanghai, Dalian, Qingdao e Ningbo in Cina, Keelung e Kaohsiung in Taiwan, e Hong Kong.

### Trasporti su ferro
Hiroshima è la città giapponese con la più estesa rete tranviaria, il tram di Hiroshima, chiamata dagli abitanti "Hiroden" (abbreviazione di "Hiroshima Dentetsu", ferrovia di Hiroshima). La rete è costituita da una metrotranvia suburbana di 16,1 km, la linea Miyajima, e di 19 km di rete urbana distribuita su 8 linee con capolinea davanti alla stazione di Hiroshima. Sulla rete circolano anche molti vecchi modelli conservati, e questo rende la rete tranviaria di Hiroshima un museo in movimento.
Per i XII Giochi asiatici Hiroshima si è dotata di una metropolitana leggera su gomma di 18,4 km, la linea Astram, che collega il centro della città allo stadio Hiroshima Big Arch dove si tennero i giochi.
Per i trasporti a media e lunga percorrenza la città è servita dalla stazione centrale, dove, a partire sin dal 1975 transitano i treni ad alta velocità della linea Sanyō Shinkansen, collegandola con Osaka in circa 80 minuti e con Fukuoka in 65 minuti ; Viene ulteriormente servita dalla linea principale San'yō e da altre linee locali.

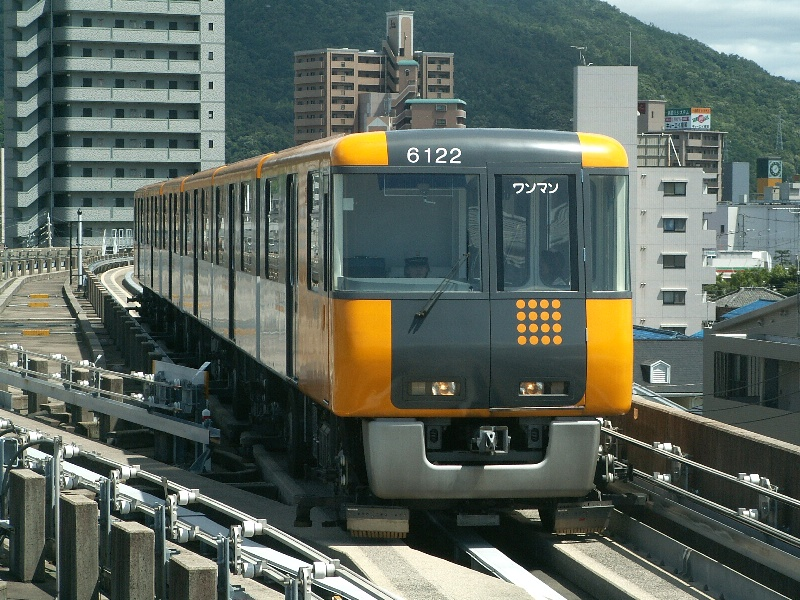
Treno della linea Astram
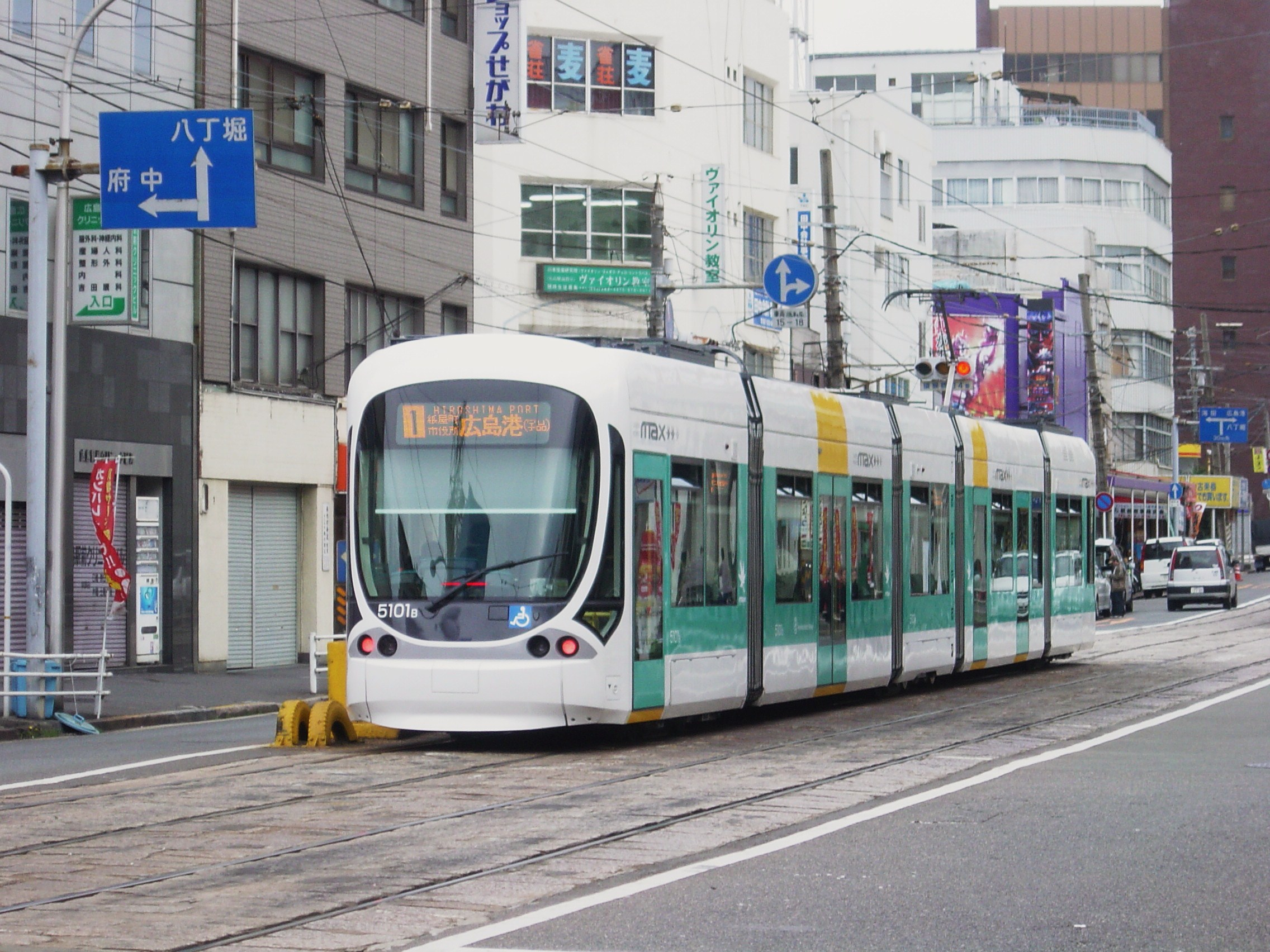
Uno dei nuovi tram di Hiroshima
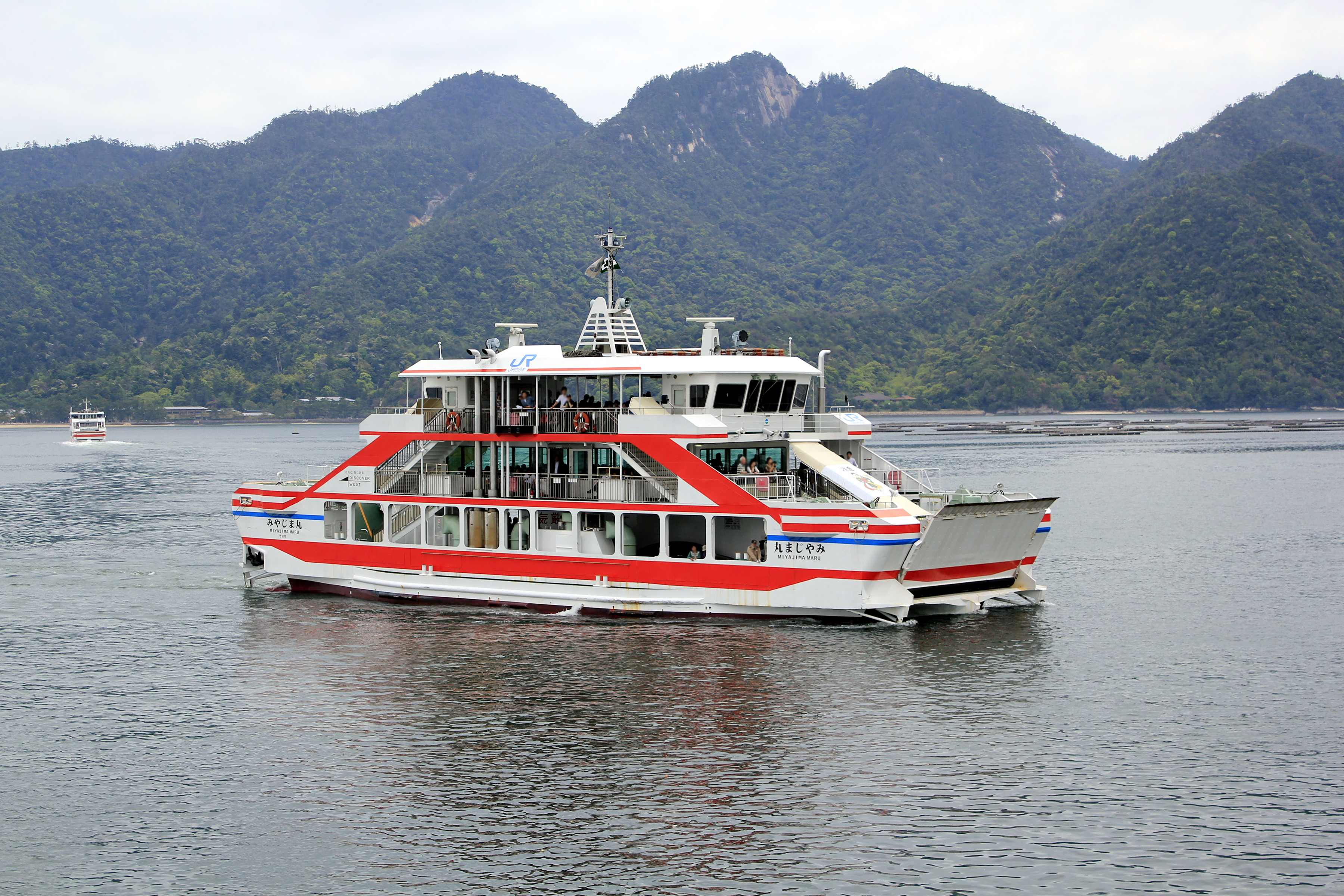
Il traghetto per Miyajima
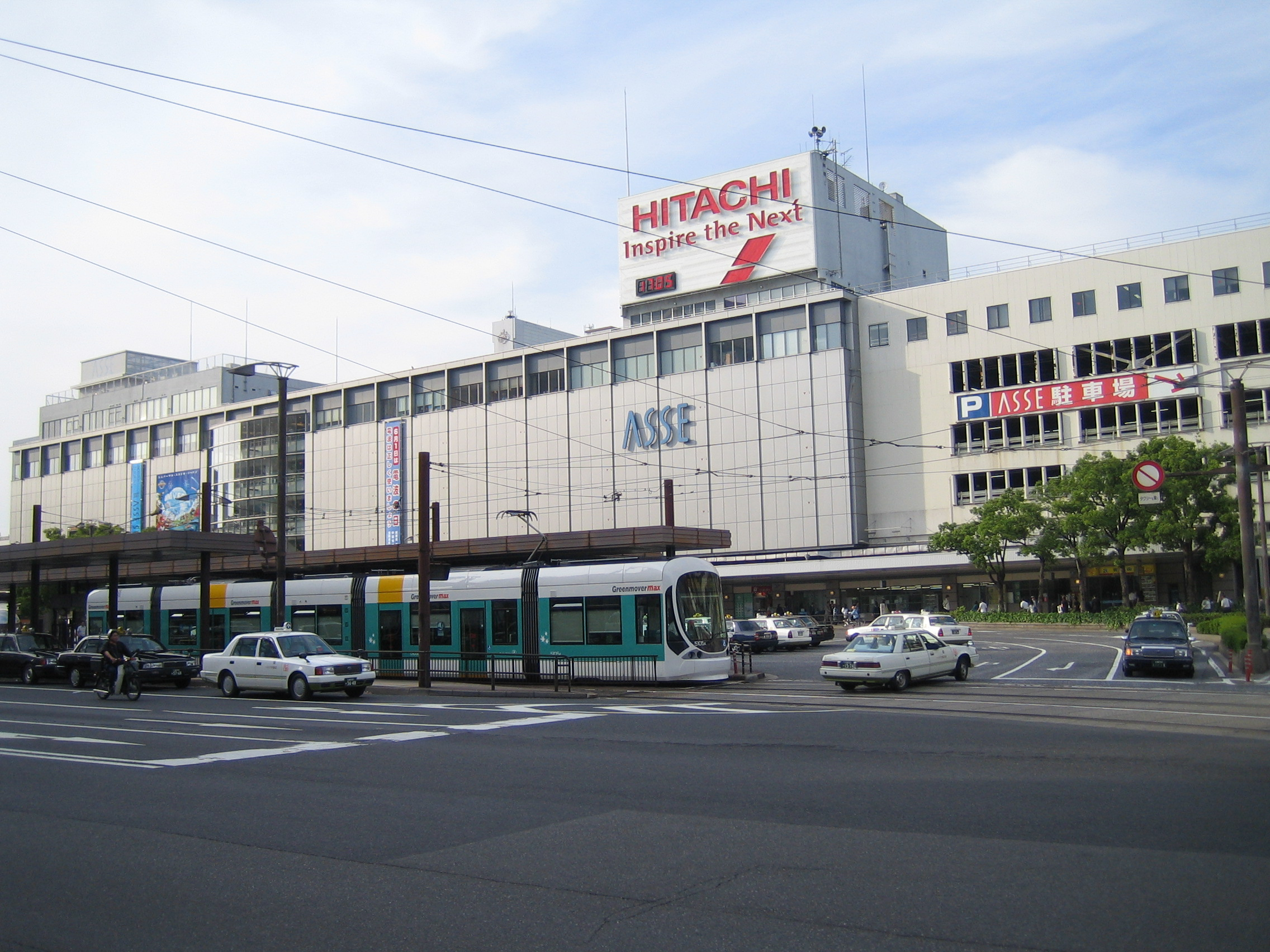
La stazione di Hiroshima

## Amministrazione

### Gemellaggi
Hiroshima è gemellata con:
- Nagasaki
- Montréal
- Chongqing
- Taegu
- Hannover
- Harrisburg
- Honolulu
- Volgograd[9]